# Retorno a la juventud
Retorno a la juventud es una película de drama y terror mexicana de 1954, escrita y dirigida por Juan Bustillo Oro y protagonizada por Enrique Rambal, Rosario Granados, Carlos López Moctezuma y Andrés Soler.

## Trama
El viejo psiquiatra Juan Gaudio está enamorado de la joven Inés, quien se burla de él diciéndole que lo amaría si fuera joven. Sorprendentemente, un retrato de él toma vida y le propone devolverle su juventud a cambio de su alma y de hacer el mal. Juan acepta, pero esto le llevará a la desgracia.

## Reparto
- Enrique Rambal como Juan Gaudio
- Rosario Granados como Inés Montecruz
- Carlos López Moctezuma como Don Gonzalo Montecruz
- Andrés Soler como Cinocéfalo
- Queta Lavat como Enfermera (Enriqueta Lavat)
- Carlos Riquelme como Notario
- José Muñoz como Detective Ramírez
- Lilia Fresno como Paciente adolescente
- Josefina Burgos como Amiga de Inés en fiesta (no acreditado)
- María Luisa Cortés como Amante de Juan en sombras (no acreditado)
- Javier de la Parra colo Esposo asesinado de paciente (no acreditado)
- Georgina González como Amiga de Inés en fiesta (no acreditado)
- Violeta Guirola como Amiga de Inés en fiesta (no acreditada)
- Ana María Hernández colo Madre de paciente adolescente (no acreditado)
- Ismael Larumbe comp Joven en cementerio (no acreditado)
- Josefina Leiner como Paciente casada (no acreditada)
- María Cristina Lesser como La viuda en fiesta (no acreditada)
- Miguel Ángel López como Joven en cementerio (no acreditado)
- Lucrecia Muñoz como Amiga de Inés en fiesta (no acreditada)
- Lina Regis como Sra. Pantoja (no acreditada)
- Humberto Rodríguez como Cantinero (no acreditado)